# Liste der Landschaftsschutzgebiete im Landkreis Freyung-Grafenau
Im Landkreis Freyung-Grafenau gibt es sechs Landschaftsschutzgebiete. (Stand: November 2018)

## Hinweise zu den Angaben in der Tabelle
- Gebietsname: Amtliche Bezeichnung des Schutzgebietes
- Bild/Commons: Bild und Link zu weiteren Bildern aus dem Schutzgebiet
- LSG-ID: Amtliche Nummer des Schutzgebietes
- WDPA-ID: Link zum Eintrag des Schutzgebietes in der World Database on Protected Areas
- Wikidata: Link zum Wikidata-Eintrag des Schutzgebietes
- Ausweisung: Datum der Ausweisung als Schutzgebiet
- Gemeinde(n): Gemeinden, auf denen sich das Schutzgebiet befindet
- Lage: Geografischer Standort
- Fläche: Gesamtfläche des Schutzgebietes in Hektar
- Flächenanteil: Anteilige Flächen des Schutzgebietes in Landkreisen/Gemeinden, Angabe in % der Gesamtfläche
- Bemerkung: Besonderheiten und Anmerkungen

Bis auf die Spalte Lage sind alle Spalten sortierbar.
| Gebietsname | Bild/Commons   | LSG-ID       | WDPA-ID | Wikidata  | Ausweisung | Gemeinde(n) | Lage     | Fläche ha | Flächenanteil | Bemerkung |
| --- | -------------- | ------------ | ------- | --------- | ---------- | ----------- | -------- | --------- | --- | --------- |
| Landschaftsschutzgebiet Bayerischer Wald | weitere Bilder | LSG-00547.01 | 396098  | Q59655763 | 1983       |             | Position | 230934,93 | Straubing (0,2 %), Landkreis Deggendorf (14,4 %), Landkreis Freyung-Grafenau (33,7 %), Landkreis Regen (34,2 %), Landkreis Straubing-Bogen (17,5 %) |           |
| Schutz des Landschaftsteils Buchberger- und Reschbachleite, im Bereich der Gemeinden Freyung, Hohenau, Kumreut und Wasching, Landkreis Wolfstein                                               | weitere Bilder | LSG-00096.01 | 395518  | Q59655713 | 1961       |             | Position | 181,59    | Landkreis Freyung-Grafenau (100 %) |           |
| Schutz von Landschaftsteilen im Bereich des Schartenkirchleins und des Schullandheims Solla |                | LSG-00091.01 | 395510  | Q59655705 | 1960       |             | Position | 64,01     | Landkreis Freyung-Grafenau (100 %) |           |
| Schutz von Landschaftsteilen im Gebiet der Mitternacher Ohe von Gmünd bis Eberhardsreuth, Landkreis Grafenau                                                                                   | weitere Bilder | LSG-00124.01 | 395586  | Q59655716 | 1965       |             | Position | 660,61    | Landkreis Freyung-Grafenau (99,9 %) |           |
| Schutz von Landschaftsteilen in den Gemeinden Oberkreuzberg, St. Oswald, Großarmschlag, Hartmannsreit und Schlag des Landkreises Grafenau (LSG Große Ohe von der Steinklamm bis zu Stadlmühle) | weitere Bilder | LSG-00178.01 | 395650  | Q59655732 | 1969       |             | Position | 546,74    | Landkreis Freyung-Grafenau (100 %) |           |
| Schutz von Landschaftsteilen in den Gemeinden Saldenburg und Thurmannsbang (LSG Lohberg) | weitere Bilder | LSG-00268.01 | 395746  | Q59655738 | 1974       |             | Position | 186,4     | Landkreis Freyung-Grafenau (100 %) |           |